# Becquet (entreprise)
Pour les articles homonymes, voir Becquet.
Becquet est une entreprise française de vente à distance créée en 1966 par Albert Becquet. Filiale du groupe Domoti, son siège social est actuellement à La Chapelle-d'Armentières dans le Nord. La société est spécialisée dans le linge de maison et les objets décoratifs.

## Histoire
C'est en 1966 qu'Albert Becquet et son fils Jean débutent la vente aux collectivités dans leur magasin de Wambrechies (Nord), ils proposent aux entreprises d'offrir à leur meilleurs clients un torchon calendrier. En 1969, afin d'élargir la clientèle de la société, Jean Becquet diversifie l'activité de son entreprise (draps, nappes, mouchoirs) et crée le premier catalogue papier.
En 1972, l'entreprise familiale prend de l'ampleur et s'implante à La Chapelle d'Armentières (Nord) où elle étend sa surface et développe son offre (linge de maison) et ses effectifs. En 1987, Jean et sa sœur Joëlle Becquet veulent assurer l'avenir de l'entreprise, Becquet devient filiale du groupe 3SI.
En 1995, Becquet décide d'élargir sa clientèle et s'ouvre aux clients particuliers. En 1997, la société lance son premier site Internet.
En 2001, l'entreprise poursuit son évolution et développe son offre en 4 collections principales couvrant les 4 saisons. En 2006, Becquet ouvre sa collection aux DOM avec l'envoi des premiers catalogues à destination de la Guadeloupe et de La Réunion.
Le 1er janvier 2014, le Groupe 3SI auquel appartient l'entreprise Becquet a fait l'objet d'une cession de ses activités e-commerce BtoC et Services au e-commerce, regroupées dans une entité détenue à 100% par le groupe allemand Otto Group et qui a conservé le nom originel du groupe (Groupe 3SI),.
En juin 2015, 3Si annonce la vente de ses filiales : Becquet, Blancheporte et Venca.
En septembre 2016, Domoti rachète Becquet,.